# Nicolò Barbaro

Stemma della famiglia Barbaro

Nicolò Barbaro (1420 – 1494) è stato uno storico italiano del XV secolo, autore di una cronaca in dialetto veneziano.

## Biografia
Membro dell'importante famiglia patrizia dei Barbaro, imbarcatosi su una galea come medico di bordo, negli anni 1451-53 si trovava a Costantinopoli, dove fu testimone dell'assedio della città da parte dei Turchi Ottomani. Il 29 maggio 1453, giorno della presa della città, riuscì a fuggire per mare con altri compagni. Di quegli avvenimenti ci ha lasciato una cronaca dettagliata scritta nel volgare veneziano dell'epoca, ripubblicata poi nel 1856.